# ブレーンヒューマニティー
ブレーンヒューマニティーとは、兵庫県西宮市に本部を置く特定非営利活動法人である。全国初の学生主体NPO法人とされている。通常は英語表記のBrainHumanityとの名称が用いられる。

## 沿革
1994年に関西学院大学の学生であった伊東真一、能島裕介、濱村直之、森川隆博の4名によって学生家庭教師サークルとして「関学学習指導会」が設立される。「関学学習指導会」では、学生が広告費用等を出資し、共同で新聞広告等を掲載して募集した顧客に、学生が家庭教師として学習支援を行う活動を行っていた。
1995年の阪神・淡路大震災において、被災した子供たちに対して学習支援活動を展開。およそ150ほどの家庭や避難所に学生ボランティアを派遣する。その後、学習支援だけでなく、キャンプ等のレクリエーション活動も実施し、総合的な子供たちへの支援活動を展開する。
1999年、特定非営利活動法人格の取得を目指し、BrainHumanityに改組。2000年に兵庫県知事より学生主体としては全国初となるNPO法人格の認証を受ける。
- 1994年 - 関西学院大学の学生により家庭教師サークル「関学学習指導会」として設立。
- 1995年 - 阪神・淡路大震災で被災した子ども達への学習支援活動を展開。その後、キャンプ等のレクリエーション活動も実施。
- 1999年 - 不登校児童等への訪問学習支援活動（Home Education Project"HEP"）開始。
- 1999年 - 兵庫県西宮市に事務所を開設。
- 2000年 - 兵庫県知事より特定非営利活動法人の認証を受け、特定非営利活動法人ブレーンヒューマニティー設立。理事長の能島裕介が就任。　-不登校児童等を対象とした通所型支援としてフリースペースを開設。(2004年まで)　-高校生を対象とした海外ワークキャンプ事業を開始。
- 2001年 - 神戸よさこいまつり学生実行委員会運営受託。(2004年まで)　-西宮市より「青少年ふれあいの賞」を受賞。
- 2003年 - 財団法人井植記念会より「井植文化賞」（国際交流部門）を受賞。
- 2005年 - 大阪市教育委員会の委託により不登校児童等への通所型支援「ほっとスペース」の管理運営を開始。 - 震災10年にあたり兵庫県知事より被災地復興に向けた活動に対し感謝状を受領
- 2006年 - 神戸市の委託により中高生の居場所づくりとして「ユースステーション」の管理運営を開始。
- 2009年 - 子どもたちへの居場所づくりとして「駄菓子屋本舗やなや」を開設。
- 2010年 - 生活保護世帯の子ども達に教育バウチャーを提供するChance for Childrenを開始。

## 事業
300名を越える学生ボランティアが中心となりながら、次のような事業を展開している。
- レクリエーション事業

小学生から高校生までの児童、生徒に対して、キャンプやハイキング、社会見学などのレクリエーション活動を実施。
- 国際ワークキャンプ・海外スタディーツアー

高校生や大学生を対象にマレーシア、フィリピンなどにおいてワークキャンプやスタディーツアーを実施。
- 不登校児童等支援事業

不登校の子供たちを対象に学習支援事業やキャンプなどの活動を実施。
- 各種受託事業

兵庫県、大阪府、神戸市、西宮市などの行政機関から各種の事業を受託。神戸よさこいまつり学生実行委員会の事務局などの業務も行う。
- 学習支援事業

家庭教師や補習教室の運営を行い学力が十分でない子供たちに対して学習支援を実施。

## 概要
- ボランティア数

約750名（ほぼ大学生又は高校生）
- 職員数

専従職員 4名
非常勤職員 3名
契約職員 28名
- 代表者

理事長 能島 裕介
- 年間予算

97,218千円（2009年度決算）

## 事務局
- 本部事務局

兵庫県西宮市甲風園1丁目3番12号　カミヤビル3階
- 神戸連絡事務所

兵庫県神戸市東灘区御影町西平野一ノ坪11-1-177